# Aname inimica
Aname inimica är en spindelart som beskrevs av Raven 1985. Aname inimica ingår i släktet Aname och familjen Nemesiidae. Inga underarter finns listade i Catalogue of Life.